# Desmiphora cirrosa
Desmiphora cirrosa es una especie de escarabajo longicornio del género Desmiphora, tribu Desmiphorini, subfamilia Lamiinae. Fue descrita científicamente por Erichson en 1847.

## Descripción
Mide 9-15 milímetros de longitud.

## Distribución
Se distribuye por Argentina, Bolivia, Brasil, Costa Rica, Ecuador, Guatemala, Guyana, Guayana Francesa, Honduras, México, Nicaragua, Panamá, Paraguay, Perú y Uruguay.